# Saúdské královské námořnictvo
Saúdské královské námořnictvo tvoří jednu ze složek ozbrojených sil Saúdské Arábie. Tvoří ho cca 13 500 mužů, z toho 6000 vojáků námořní pěchoty. Hlavní štáb námořnictva se nachází v Rijádu a hlavní námořní základny jsou Džidda, Jizan v Rudém moři a Jubail v Perském zálivu. Mezi hlavní úkoly námořnictva patří pobřežní obrana, ochrana námořních tras (zejména ropných tankerů) a hlídkování.

## Složení

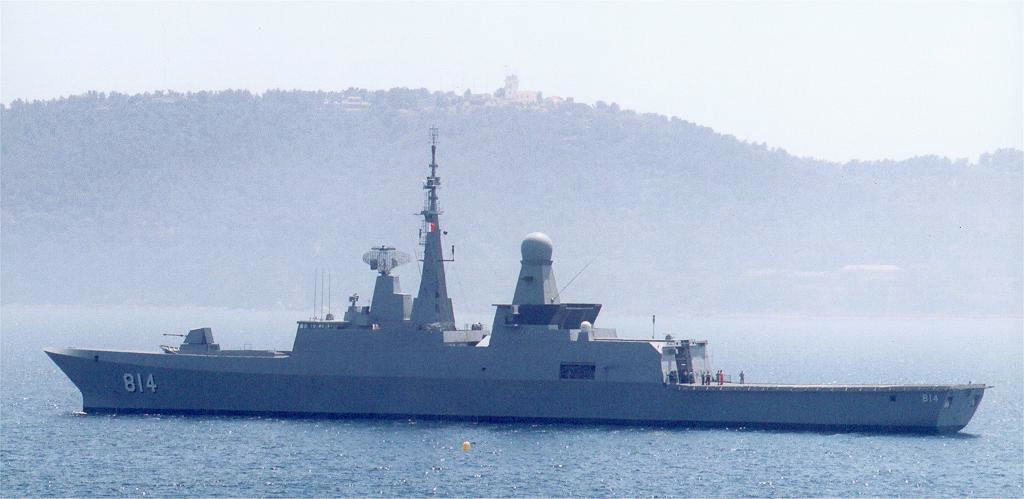
Fregata Al Makkah (814)

### Fregaty
- Třída Al Riyadh
  - Al Riyadh (812)
  - Al Makkah (814)
  - Al Damman (816)

- Třída Al Madinah
  - Al Madinah (702)
  - Hofouf (704)
  - Abha (706
  - Taif (708)

### Korvety

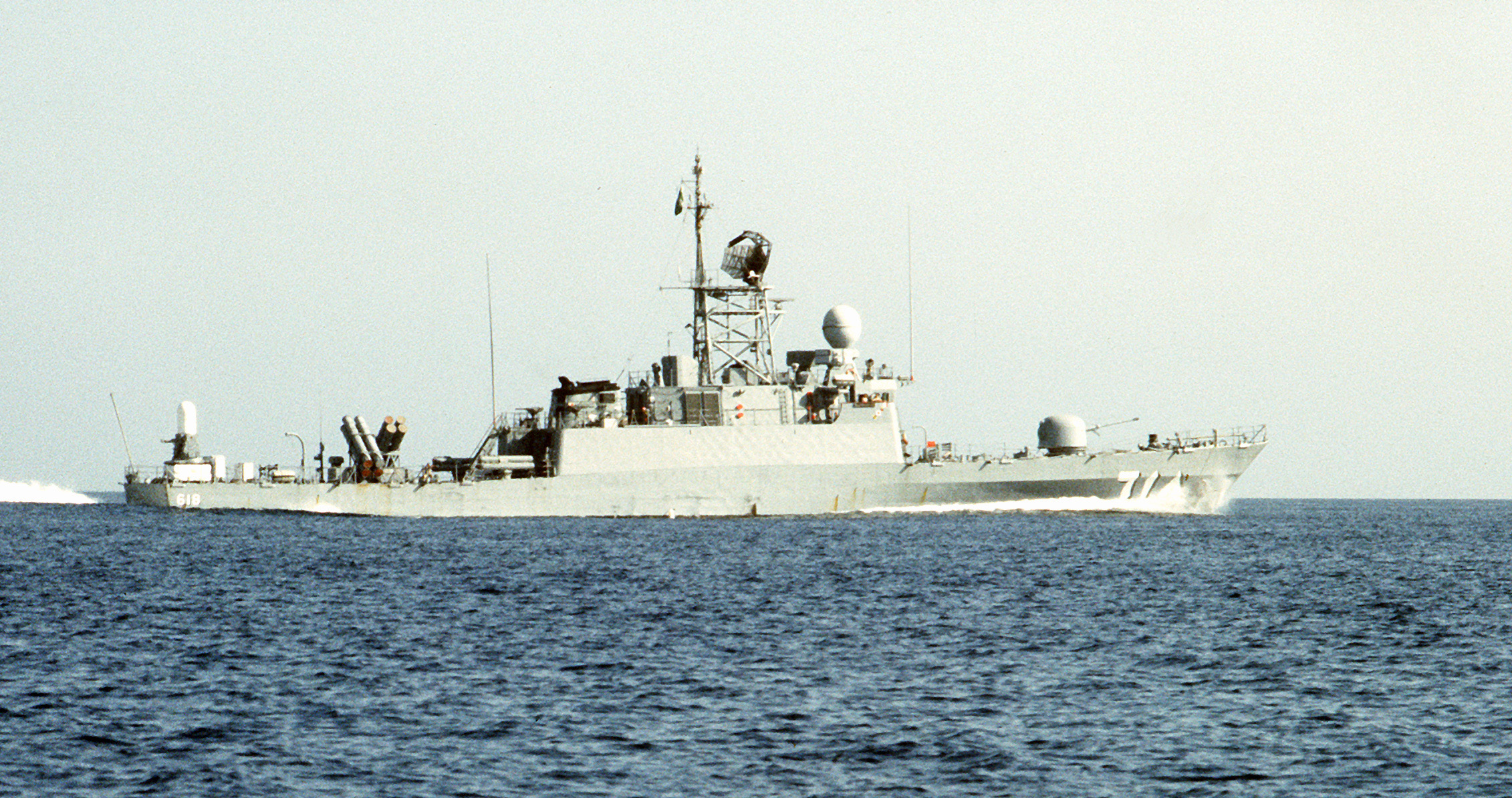
Korveta Tabuk (618)

- Třída Al Jubail
  - Al Jubail (828)
  - Al Diriyah (830)
  - Ḥaʼil (832)
  - Jazan (834)
  - Unayzah (836)

- Třída Badr
  - Badr (612)
  - Al Yarmook (614)
  - Hitteen (616)
  - Tabuk (618)

### Raketové čluny

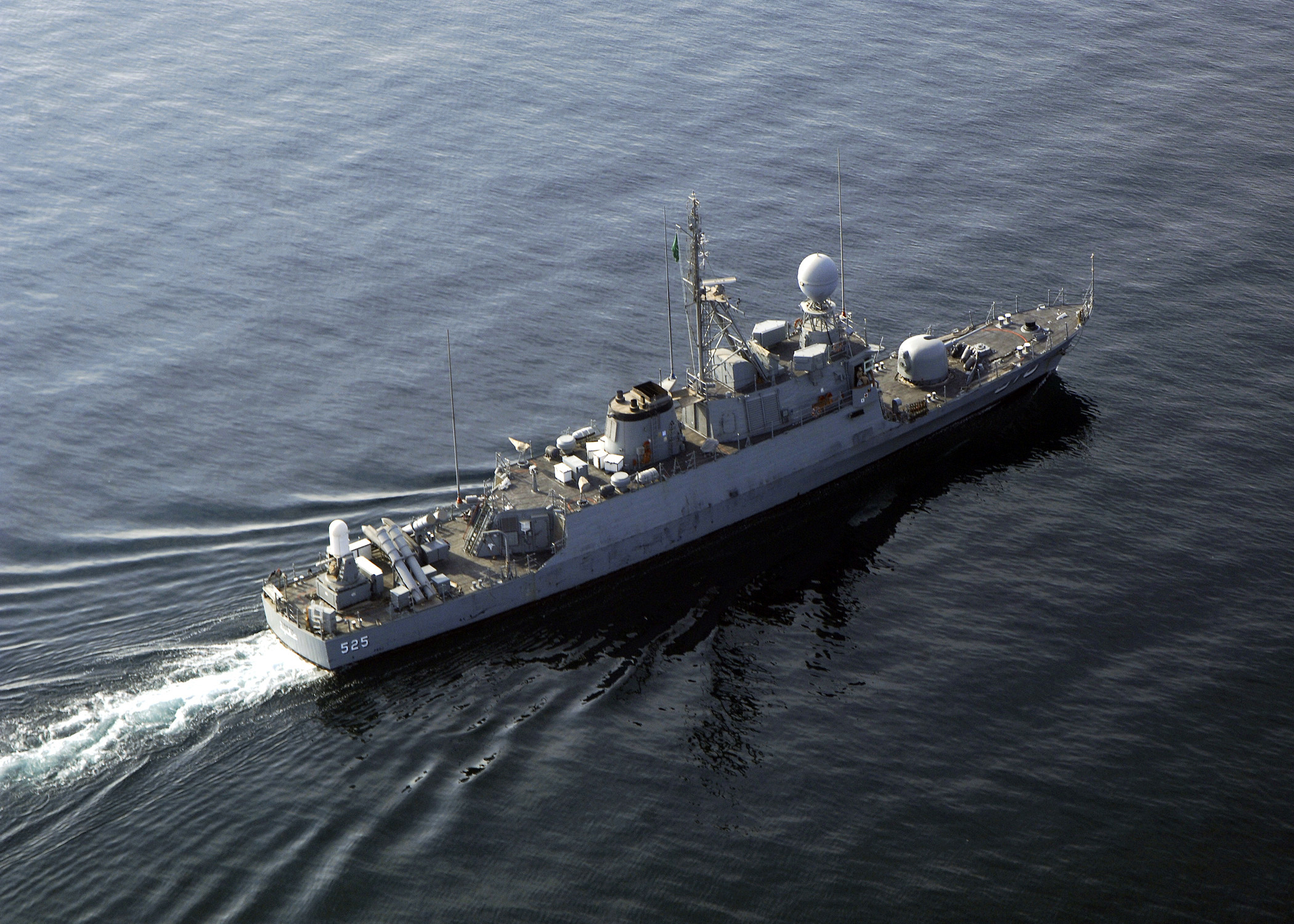
Raketový člun Oqbah (525)

- Třída Al Siddiq
  - Al Siddiq (511)
  - Al Farouq (513)
  - Abdul Aziz (515)
  - Faisal (517)
  - Khalid (519)
  - Amr (521)
  - Tariq (523)
  - Oqbah (525)
  - Abu Obaidah (527)

### Hlídkové lodě
- Couach 2200 FPB (3 ks) – hlídkové čluny
- Třída HSI 32 (39 ks) – interceptory

### Minolovky

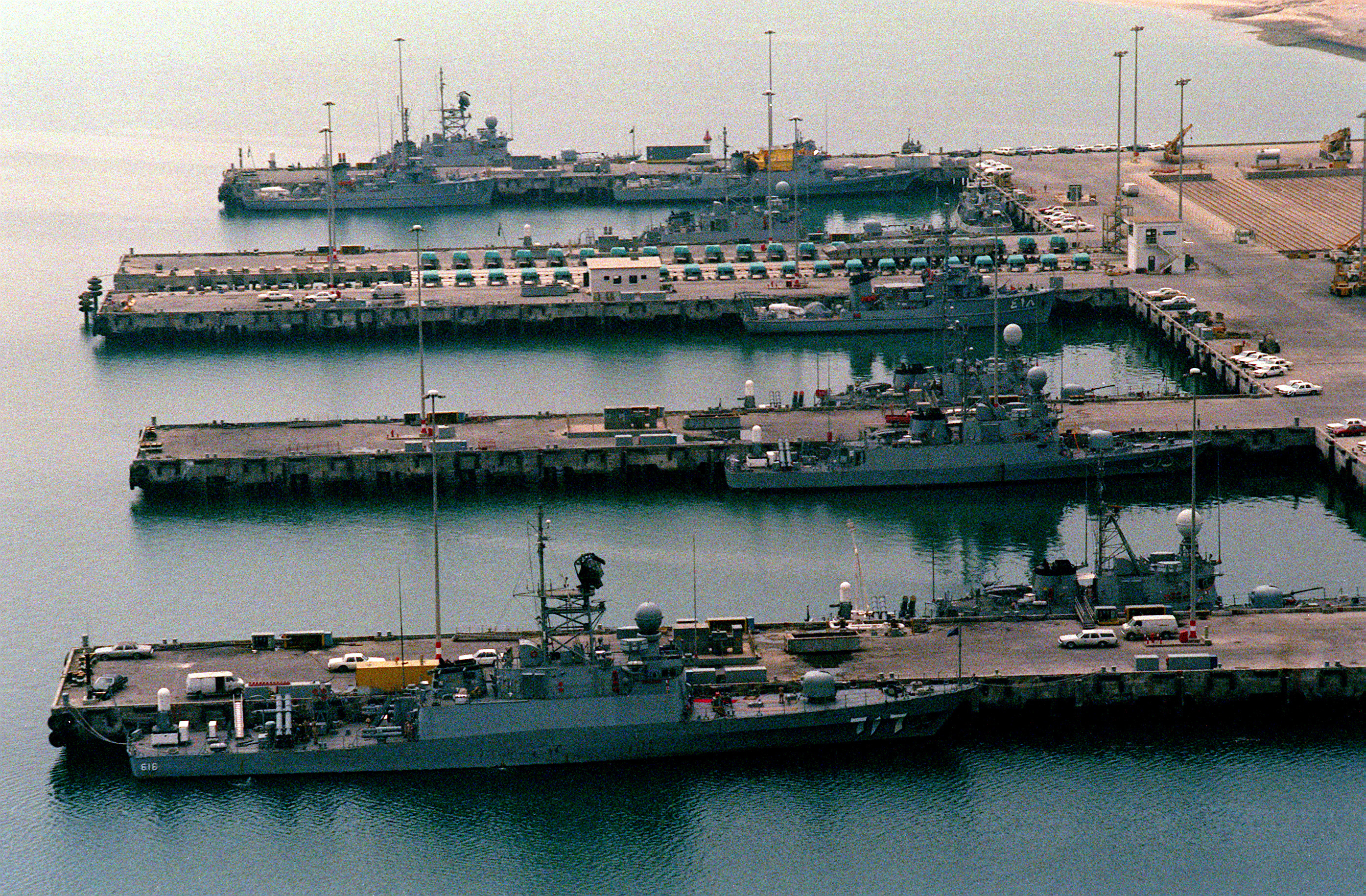
Saúdské korvety, raketové čluny a minolovky na počátku 90. let

- Třída Sandown
  - Al Jawf (420)
  - Shaqra (422)
  - Al Kharj (424)

- Třída Adjutant
  - Addiriyah (412)
  - Al Quysumah (414)
  - Al Wadeeah (416)
  - Safwa (418)

### Tankery
- Třída Boraida
  - Boraida (902)
  - Yunbou (904)

### Letectvo
- Eurocopter AS365 Dauphin (24 ks, SAR)
- AS532 U2 Cougar MkII (12 ks, transport)

## Modernizace
- 4× korvety třídy Saud (MMSC), vyvinuté na základě americké třídy Freedom. Od roku 2019 je staví americká loděnice Fincantieri Marinette Marine.
- 3x korveta třídy Al Jubail, spolupráce se Španělskem[1]
- 9× hlídkové čluny Couach 2200 FPB postavila francouzská loděnice Couach v obci Gujan-Mestras v departementu Gironde